# Lasianthus walkerianus
Lasianthus walkerianus är en måreväxtart som beskrevs av Robert Wight. Lasianthus walkerianus ingår i släktet Lasianthus och familjen måreväxter.
Artens utbredningsområde är Sri Lanka. Inga underarter finns listade i Catalogue of Life.